# Ermyntrude Harvey
Ermyntrude Hilda Harvey (* 9. Juni 1895 in London; † 4. Oktober 1973 in Weybridge) war eine britische Tennisspielerin aus England der 1920er und 1930er Jahre. 

## Karriere
1925 erreichte Harvey bei den Wimbledon Championships mit Vincent Richards das Finale im Mixed, sie unterlagen Kathleen McKane Godfree und Jack Hawkes. 1927 gewann sie mit McKane Godfree bei den US-amerikanischen Tennismeisterschaften (heute US Open) die Konkurrenz im Damendoppel. Sie besiegten Betty Nuthall und Joan Fry im Endspiel mit 6:1, 4:6, 6:4.
Im Einzel erzielte sie 1928 beim Turnier von Wimbledon ihr bestes Abschneiden mit dem Einzug ins Achtelfinale. 1935 stand sie im Finale der britischen Hallenmeisterschaften, das sie jedoch gegen Peggy Scriven verlor. Zuletzt trat sie 1939 in Wimbledon an.

## Turniersiege

### Doppel
| Nr. | Jahr | Turnier                          | Partnerin               | Finalgegnerinnen       | Ergebnis      |
| 1.  | 1927 | US-amerikanische Meisterschaften | Kathleen McKane Godfree | Betty Nuthall Joan Fry | 6:1, 4:6, 6:4 |